# Jun Ideguchi
Jun Ideguchi (井手口 純 Ideguchi Jun?), född 14 maj 1979 i Tokyo prefektur, är en japansk före detta fotbollsspelare.
Ideguchi började sin karriär 1998 i Yokohama Marinos (Yokohama F. Marinos). 1999 blev han utlånad till Consadole Sapporo. 2001 blev han utlånad till Shonan Bellmare. 2002 flyttade han till Sanfrecce Hiroshima. Efter Sanfrecce Hiroshima spelade han för Sagan Tosu och Tokushima Vortis. Han avslutade karriären 2006.